# 스타워즈의 행성 목록
다음은 《스타 워즈》 프랜차이즈의 스타워즈 세계관에 등장하는 행성과 위성의 목록이다.

## 행성과 위성 목록
| 행성            | 첫 등장                                    | 매체        | 설명                                                                      |  |
| --------------- | ------------------------------------------ | ----------- | ------------------------------------------------------------------------- |  |
| 얼데란          | 《스타 워즈》 (1977)                       | 영화        | 레이아 공주의 고향 행성으로 첫 번째 데스 스타가 파괴한다                  |  |
| 베스핀          | 《제국의 역습》                            | 영화        | 클라우드 시티가 위치한 가스 행성                                          |  |
| 코러산트        | 《제다이의 귀환》 (특별판)                 | 영화        | 도시 행성, 공화국과 그에 이은 제국의 수도                                 |  |
| 디카            | 《스타 워즈: 깨어난 포스》                 | 영화        | 레이아 오르가나 장군이 이끄는 저항군의 기지가 위치                        |  |
| 대고바          | 《제국의 역습》                            | 영화        | 늪지 행성, 요다의 거주지                                                  |  |
| 엔도            | 《제다이의 귀환》                          | 영화        | 두 번째 데스 스타가 궤도에 속한 삼림 위성, 이워크족이 서식                |  |
| 지오노시스      | 《스타 워즈 에피소드 2: 클론의 습격》      | 영화        | 전투 드로이드가 생산되는 사막 행성                                        |  |
| 호스니언 프라임 | 《스타 워즈: 깨어난 포스》                 | 영화        | 도시 행성, 신 공화국의 수도. 퍼스트 오더의 스타킬러 기지에 의해 파괴된다. |  |
| 호스            | 《제국의 역습》                            | 영화        | 얼음 행성, 저항 연합의 기지                                               |  |
| 자쿠            | 《스타 워즈: 깨어난 포스》                 | 영화        | 사막 행성, 전투 현장                                                      |  |
| 카미노          | 《스타 워즈 에피소드 2: 클론의 습격》      | 영화        | 클론 기술이 발달한 바다 행성                                              |  |
| 카쉬크          | 《스타 워즈 홀리데이 스페셜》              | TV 영화     | 삼림 행성, 우키족의 고향                                                  |  |
| 로탈            | 《스타 워즈 반란군》                       | TV 시리즈   | 외곽 농경 행성, 에즈라 브리저의 출생지                                    |  |
| 무스타파        | 《스타 워즈 에피소드 3: 시스의 복수》      | 영화        | 화산 행성, 아나킨 스카이워커와 오비완 케노비의 마지막 결전 장소           |  |
| 나부            | 《스타 워즈 에피소드 1: 보이지 않는 위험》 | 영화        | 파드메 아미달라와 팰퍼틴 황제, 건간족, 자 자 빙크스의 고향 행성           |  |
| 아치토          | 《스타워즈: 깨어난 포스》                  | 영화        | 해양 행성, 최초의 제다이 사원이 있는 곳이자 루크 스카이워커의 은신처      |  |
| 설러스트        | 《스타 워즈 배틀프론트》 (2015)            | 비디오 게임 | 화산 행성, 제국 공장 기지                                                 |  |
| 타코다나        | 《스타 워즈: 깨어난 포스》                 | 영화        | 삼림 행성, 마즈 카나타의 성이 있으며 중립 지역이다                        |  |
| 타투인          | 《스타 워즈》 (1977)                       | 영화        | 사막 행성, 아나킨 스카이워커/다스 베이더와 루크 스카이워커가 자란 곳      |  |
| 우타파우        | 《스타 워즈 에피소드 3: 시스의 복수》      | 영화        | 그리버스 장군과 마지막 전투를 벌이는 행성                                 |  |
| 야빈            | 《스타 워즈》 (1977)                       | 영화        | 야빈 4를 비롯한 여러 위성을 가진 가스 행성                                |  |
| 야빈 4          | 《스타 워즈》 (1977)                       | 영화        | 삼림 위성, 저항 연합의 기지                                               |  |
| 라흐무          | 《로그 원: 스타 워즈 스토리》 (2016)       | 영화        |                                                                           |  |
| 카프린의 고리   | 《로그 원: 스타 워즈 스토리》 (2016)       | 영화        | 소행성 지대                                                               |  |
| 우바니          | 《로그 원: 스타 워즈 스토리》 (2016)       | 영화        |                                                                           |  |
| 제다            | 《로그 원: 스타 워즈 스토리》 (2016)       | 영화        | 사막 행성                                                                 |  |
| 이두            | 《로그 원: 스타 워즈 스토리》 (2016)       | 영화        |                                                                           |  |
| 스카리프        | 《로그 원: 스타 워즈 스토리》 (2016)       | 영화        |                                                                           |  |
| 칸토 바이트     | 《스타 워즈: 마지막 제다이》 (2017)        | 영화        |                                                                           |  |
| 크레이트        | 《스타 워즈: 마지막 제다이》 (2017)        | 영화        |                                                                           |  |